# Wskaźnik zagrożenia ubóstwem trwałym
Wskaźnik zagrożenia ubóstwem trwałym – udział osób, które w dwóch z trzech ostatnich lat uzyskiwały dochody mniejsze od granicy ubóstwa ustalonej na poziomie 60 procent mediany ekwiwalentnych zasobów rozporządzanych. Jest to jeden z podstawowych wskaźników wykluczenia społecznego. 
W myśl metodologii używanej przez Eurostat, za zagrożone ubóstwem trwałym uważa się osoby w gospodarstwach domowych, których poziom dochodu ekwiwalentnego do dyspozycji w roku, w którym przeprowadzono badanie i przynajmniej w przeciągu dwóch z trzech poprzednich lat, był niższy od przyjętego dla danego roku progu ubóstwa relatywnego.
W Polsce wskaźnik zagrożenia ubóstwem trwałym w 2016 wynosił 9,7% osób w gospodarstwach domowych (w 2015 - 10,1%, w 2008 - 10,4%).